# Бухтояров, Николай Иванович
Николай Иванович Бухтояров (1959—2020) — советский и российский учёный, педагог и организатор науки, доктор экономических наук, доцент. Ректор Воронежского государственного аграрного университета (2015—2020).

## Биография
Родился 6 декабря 1959 года в селе Вязноватовка, Нижнедевицкого района Воронежской области.
С 1979 по 1982 год служил в совершенно секретном соединении кораблей измерительного комплекса Министерства обороны СССР («Чажма»), принимал непосредственное участие в испытаниях ракетно-ядерного оружия. Флотское звание — старшина 1-й статьи. С 2009 года являлся председателем ветеранской организации этого корабельного соединения в Воронеже.
До 1983 года окончил Воронежский энергетический техникум, по окончании которого получил специализацию — техника-электромеханика. С 1983 по 1988 год обучался на юридическом факультете Воронежского государственного университета получив специализацию — юриста. С 1988 году служил в системе МВД СССР — МВД России.
С 1996 года на педагогической работе в Воронежском государственном аграрном университете: ассистент кафедры социологии и права и заместитель декана гуманитарно-правового факультета.
С 2010 по 2015 год — проректор по учебной работе. С 2015 по 2020 год — ректор Воронежского государственного аграрного университета и член Совета ректоров высших учебных заведений Воронежской области. С 2020 года — заведующий кафедрой конституционного и административного права. Основная научно-преподавательская деятельность Бухтоярова была связана с вопросами в области правового регулирования земельных отношений, избирательного процесса и права. Бухтояров был автор более двухсот научных трудов.
В 2002 году Н. И. Бухтояров защитил диссертацию на соискание учёной степени кандидата экономических наук по теме: «Организация государственного контроля за использованием и охраной земель», в 2020 году — доктора экономических наук по теме: «Развитие организационно-экономического механизма регулирования земельных отношений в аграрной сфере». В 2006 году решением ВАК Н. И. Бухтоярову было присвоено учёное звание — доцент.
В 2020 году Н. И. Бухтояров стал доктором экономических наук.
Скончался 18 октября 2020 года в Воронеже. Похоронен 20 октября на Подгоренском кладбище Воронежа.

## Основная библиография
- Развитие системы земельных отношений в аграрной сфере: монография / Н. И. Бухтояров, А. О. Пашута, М. П. Солодовникова ; Министерство сельского хозяйства РФ, ФГБОУ ВО «Воронежский государственный аграрный университет имени императора Петра I», ФГБНУ «Научно-исследовательский институт экономики и организации агропромышленного комплекса Центрально-Чернозёмного района Российской Федерации». — Воронеж : ФГБОУ ВО Воронежский ГАУ, 2016 г. — 190 с. — ISBN 978-5-7267-0843-0
- Организационно-экономический механизм регулирования земельных отношений в аграрной сфере: монография / Н. И. Бухтояров ; Министерство сельского хозяйства РФ, ФГБОУ ВО «Воронежский государственный аграрный университет имени императора Петра I». — Воронеж : ФГБОУ ВО Воронежский ГАУ, 2017 г. — 134 с. — ISBN 978-5-7267-0890-4
- Сервитуты как инструмент регулирования земельных отношений: монография / Н. И. Бухтояров, Ю. Ю. Юрикова ; Федеральное государственное бюджетное образовательное учреждение высшего образования «Воронежский государственный аграрный университет имени императора Петра I». — Воронеж : Воронежский государственный аграрный университет имени императора Петра I, 2019 г. — 153 с. — ISBN 978-5-7267-1099-0

## Критика
Диссернет выявили научные публикации с заимствованиями и загадочным авторством